# Nyctimystes
Nyctimystes é um género de anfíbios da família Hylidae. É endémico da Nova Guiné.

## Espécies
- Nyctimystes avocalis Zweifel, 1958
- Nyctimystes bivocalis Kraus, 2012
- Nyctimystes brevipalmatus (Tyler, Martin, and Watson, 1972)
- Nyctimystes calcaratus Menzies, 2014
- Nyctimystes cheesmani Tyler, 1964
- Nyctimystes cryptochrysos Kraus, 2012
- Nyctimystes daymani Zweifel, 1958
- Nyctimystes disruptus Tyler, 1963
- Nyctimystes dux (Richards and Oliver, 2006)
- Nyctimystes eucavatus Menzies, 2014
- Nyctimystes fluviatilis Zweifel, 1958
- Nyctimystes foricula Tyler, 1963
- Nyctimystes gramineus (Boulenger, 1905)
- Nyctimystes granti (Boulenger, 1914)
- Nyctimystes gularis Parker, 1936
- Nyctimystes humeralis (Boulenger, 1912)
- Nyctimystes hunti (Richards, Oliver, Dahl, and Tjaturadi, 2006)
- Nyctimystes infrafrenatus (Günther, 1867)
- Nyctimystes intercastellus Kraus, 2012
- Nyctimystes kubori Zweifel, 1958
- Nyctimystes kuduki Richards, 2007
- Nyctimystes latratus Menzies, 2014
- Nyctimystes lubisi (Oliver, Günther, Tjaturadi, and Richards, 2021)
- Nyctimystes montanus (Peters and Doria, 1878)
- Nyctimystes multicolor (Günther, 2004)
- Nyctimystes myolae Menzies, 2014
- Nyctimystes narinosus Zweifel, 1958
- Nyctimystes nullicedens (Kraus, 2018)
- Nyctimystes obsoletus (Lönnberg, 1900)
- Nyctimystes ocreptus Menzies, 2014
- Nyctimystes pallidofemora (Kraus, 2018)
- Nyctimystes papua (Boulenger, 1897)
- Nyctimystes perimetri Zweifel, 1958
- Nyctimystes persimilis Zweifel, 1958
- Nyctimystes pterodactyla (Oliver, Richards, and Donnellan, 2019)
- Nyctimystes pulcher (Wandolleck, 1911)
- Nyctimystes purpureolatus (Oliver, Richards, Tjaturadi, and Iskandar, 2007)
- Nyctimystes sanguinolenta (Van Kampen, 1909)
- Nyctimystes sauroni (Richards and Oliver, 2006)
- Nyctimystes semipalmatus Parker, 1936
- Nyctimystes trachydermis Zweifel, 1983
- Nyctimystes traunae Menzies, 2014
- Nyctimystes tyleri Zweifel, 1983
- Nyctimystes zweifeli Tyler, 1967